# Margaret Gardiner
Margaret Gardiner från Woodstock, Sydafrika är en före detta skönhetsdrottning som vid 18 års ålder blev vald till Miss Universum 1978.

### Fotnoter
1. ↑  Мисс Вселенные (på ryska), läs online.[källa från Wikidata]
2. ↑  Källangivelsen på Wikidata använder egenskaper (properties) som inte känns igen av Modul:Cite
3. ↑  
”Judges Name Capetown Woman Country's First Miss Universe” (på engelska). Palm Beach Post (Associated Press). 25 juli 1978. Arkiverad från originalet den 11 juli 2012. https://archive.is/20120711023322/http://news.google.com/newspapers?id=BEojAAAAIBAJ&sjid=cc4FAAAAIBAJ&pg=2855,6109885&dq=margaret-gardiner+universe&hl=en. Läst 3 april 2012.
4. ↑  (25 July 1978). Miss Universe Title Goes to Tall South African, St. Joseph Gazette (UPI)